# I.V.M.
I.V.M. je česká hudební skupina z Podivína. Jejich hudba je stylově zařaditelná mezi pop a funk. V roce 2015 vydala vlastním nákladem album Tichý proud. Od roku 2017 se skupina pustila do vydávání samostatných singlů. Jejich zatím neúspěšnější singl[zdroj⁠?!] je píseň „Já tě znám“ s hostující zpěvačkou Evou Burešovou.
Od roku 2017 skupina vyhrávala několikanásobně rádiovou hitparádu.[ujasnit][zdroj⁠?!]

## Členové
- Radim Pacal – zpěv
- Svatopluk Hřebačka – kytara akustická
- Jiří Majzlík – trumpeta
- Adam Florus – saxofon
- Vojtěch Kabelka – basová kytara
- Roman Kratochvíl – elektrická kytara
- Ladislav Šiška - bicí

## Diskografie a skladby

### Tichý proud (CD)
- Producent: Radim Pacal, skupina I.V.M.
- Mix + Mastering: Roman Kašník, RESET Studio Brno
- 2015, I.V.M.

### Singly
- Žijeme jen jednou - produkce, mix, master Lukáš Chromek rok 2017
- Čivava - produkce, mix, master Lukáš Chromek rok 2017
- Pojď nic nedělat - produkce, mix, master Lukáš Chromek rok 2018
- Já tě znám - produkce, mix, master Lukáš Chromek rok 2019
- Vzpomínám - produkce, mix, master Roman Kašník rok 2019